# Aleksandra Watanuki
Aleksandra Watanuki – polska esperantystka, pisarka i tłumaczka.

## Życiorys
Studiowała na Uniwersytecie Warszawskim. Ukończyła studia na Uniwersytecie Sophia (Jouchi Daigaku 上智大学)w Tokio. W 1999 roku razem ze swoim mężem Kenichiro Watanukim i Martyną Taniguchi założyła wydawnictwo Waneko. Pisze i tłumaczy książki. Była redaktorką naczelną dwumiesięcznika Mangamix, który ukazywał się w latach 2001–2004.  W Japonii uczyła rosyjskiego, esperanto i polskiego. Prowadzi na Facebooku blog w języku esperanto.

## Twórczość
Jest autorką książek o Japonii i podręczników do nauki języka japońskiego. W 1993 roku nagrała w języku esperanto audiobook Komentario pri Ekzercaro de Esperanto L. Zamehofa.
- Współczesna Japonia w pytaniach i odpowiedziach, Warszawa, Waneko 2015; współautorzy: Katsuyoshi Watanabe, Natalia Kuźmicz[8]
- Świat z papieru i stali. Okruchy Japonii 2. Japonia. Kultura. Manga, Warszawa, Waneko 2012[9]
- Japoński Codziennik, t. 1 i 2, Warszawa, Waneko 2011[10][11]
- Katakana. Kana na wesoło, Warszawa, Waneko 2007[12]
- Świat z papieru i stali. Okruchy Japonii 1. Japonia. Kultura. Manga, Warszawa, Waneko 2005; współautorka: Martyna Taniguchi[13]
- Hiragana. Kana na wesoło, Warszawa, Waneko 2000[14]
- La senco de musa vivo, Tokio 2023

### Tłumaczenia
- Azel-Seimaden, Warszawa, Waneko 2005[15]
- Yuna Kagesaki, Wampirzyca Karin, tom 1, Warszawa, Waneko 2005[16]
- Ai Yazawa, Paradise Kiss, cz. 1–5, Warszawa, Waneko[17]
- Makoto Kobayashi, Cześć, Michael! 9 tomów, Waneko, 1999-2000
- Tōru Fujisawa, Great Teacher Onizuka, 25 tomów, Waneko, 2004-2010
- Fuyumi Sōryō, Mars, 26 tomów, Waneko,1996-2002
- Ai Yazawa, Paradise Kiss, 5 tomów, Waneko, 1999-2003
- Ken Akamatsu, Love Hina, 14 tomów, 1998-2001
- Masakatsu Katsura, Video Girl Ai,  15 tomów, 1990 – 1993
- Ai Morinaga, Nie, dziękuję!, 2 tomy, 2007
- Yōzaburō Kanari i Seimaru Amagi,Zapiski detektywa Kindaichi